# Шаванн-де-Божі
Шаванн-де-Божі (фр. Chavannes-de-Bogis) — громада  в Швейцарії в кантоні Во, округ Ньйон.

## Географія
Громада розташована на відстані близько 120 км на південний захід від Берна, 45 км на південний захід від Лозанни.
Шаванн-де-Божі має площу 2,9 км², з яких на 24% дозволяється будівництво (житлове та будівництво доріг), 58,2% використовуються в сільськогосподарських цілях, 12,2% зайнято лісами, 5,6% не є продуктивними (річки, льодовики або гори).

## Демографія
2019 року в громаді мешкало 1366 осіб (+32% порівняно з 2010 роком), іноземців було 35,6%. Густота населення становила 478 осіб/км².
За віковим діапазоном населення розподілялося таким чином: 26,1% — особи молодші 20 років, 59,2% — особи у віці 20—64 років, 14,6% — особи у віці 65 років та старші. Було 503 помешкань (у середньому 2,7 особи в помешканні).
Із загальної кількості 1225 працюючих 14 було зайнятих в первинному секторі, 111 — в обробній промисловості, 1100 — в галузі послуг.